# Parigi-Roubaix 2000
La Parigi-Roubaix 2000, novantottesima edizione della corsa e valida come terzo evento della Coppa del mondo di ciclismo su strada 2000, fu disputata il 9 aprile 2000, per un percorso totale di 272 km. Fu vinta dal belga Johan Museeuw, giunto al traguardo con il tempo di 6h47'00" alla media di 40,098 km/h.
Presero il via da Compiègne 178 corridori, 66 di essi portarono a termine la gara.

## Squadre e corridori partecipanti
| N.      | Cod. | Squadra                          |
| ------- | ---- | -------------------------------- |
| 1-8     | MAP  | Mapei-Quick Step                 |
| 11-18   | TEL  | Team Deutsche Telekom            |
| 21-28   | FAS  | Fassa Bortolo                    |
| 31-38   | RAB  | Rabobank                         |
| 41-48   | AG2  | AG2R Prévoyance                  |
| 51-58   | KEL  | Kelme-Costa Blanca               |
| 61-68   | COF  | Cofidis, le Crédit par Téléphone |
| 71-78   | VIT  | Vitalicio Seguros-Grupo Generali |
| 81-88   | FAR  | Farm Frites                      |
| 91-98   | LAM  | Lampre-Daikin                    |
| 101-108 | VIN  | Vini Caldirola-Sidermec          |
| 111-118 | MCJ  | Memory Card-Jack & Jones         |

| N.      | Cod. | Squadra                        |
| ------- | ---- | ------------------------------ |
| 121-128 | FDJ  | La Française des Jeux          |
| 131-138 | LOT  | Lotto-Adecco                   |
| 141-148 | LIQ  | Liquigas-Pata                  |
| 151-158 | FES  | Festina                        |
| 161-168 | USP  | US Postal Service              |
| 171-178 | SAE  | Saeco M. per Caffè-Valli&Valli |
| 181-188 | PLT  | Team Polti                     |
| 191-198 | C.A  | Crédit Agricole                |
| 201-208 | DEL  | Jean Delatour                  |
| 211-218 | BJT  | Bonjour-Toupargel              |
| 221-228 | BIG  | BigMat-Auber 93                |
| 231-238 | SAI  | Saint Quentin-Oktos            |

## Ordine d'arrivo (Top 10)
| Pos. | Corridore         | Squadra       | Tempo    |
| ---- | ----------------- | ------------- | -------- |
| 1    | Johan Museeuw     | Mapei         | 6h47'00" |
| 2    | Peter Van Petegem | Farm Frites   | a 15"    |
| 3    | Erik Zabel        | Deutsche Tel. | s.t.     |
| 4    | Tristan Hoffman   | Memory Card   | s.t.     |
| 5    | Stefano Zanini    | Mapei         | s.t.     |
| 6    | George Hincapie   | US Postal     | s.t.     |
| 7    | Marc Wauters      | Rabobank      | s.t.     |
| 8    | Franco Ballerini  | Lampre        | s.t.     |
| 9    | Steffen Wesemann  | Deutsche Tel  | a 21"    |
| 10   | Andrea Tafi       | Mapei         | a 1'18"  |